# 久下田郵便局
久下田郵便局（くげたゆうびんきょく）は、栃木県真岡市にある郵便局。民営化前の分類では集配特定郵便局であった。

## 概要
住所：〒321-4599 栃木県真岡市久下田西4-156

## 沿革
- 1872年8月4日（明治5年7月1日） - 谷田貝（やたがい）郵便取扱所として開設[1]。
- 1875年（明治8年）1月1日 - 谷田貝郵便局（五等）となる。
- 1883年（明治16年）5月16日 - 為替・貯金取扱を開始。
- 1890年（明治23年）4月1日 - 久下田郵便局に改称。
- 1955年（昭和30年）1月20日 - 長沼郵便局から電話交換事務の取扱を移管[2]。
- 1955年（昭和30年）12月1日 - 小栗郵便局から電報配達事務の一部[3]を移管。
- 1967年（昭和42年）10月31日 - 中村郵便局[4]から和文電報配達業務の一部[5]を移管。
- 1969年（昭和44年）10月24日 - 長沼郵便局から和文電報配達事務を移管。
- 1970年（昭和45年）4月24日 - 物部郵便局から和文電報配達業務の一部[6]を移管。同日、当局の電話交換業務を、真岡電報電話局に移管。
- 1983年（昭和58年）10月1日 - 吉田郵便局から和文電報配達業務の一部[7]を移管。
- 1993年（平成5年）2月22日 - 芳賀郡二宮町久下田から同町久下田西に移転。
- 2007年（平成19年）10月1日 - 民営化に伴い、併設された郵便事業真岡支店久下田集配センターに一部業務を移管。
- 2012年（平成24年）10月1日 - 日本郵便株式会社発足に伴い、郵便事業真岡支店久下田集配センターを久下田郵便局に統合。

## 取扱内容
- 郵便、印紙、ゆうパック、内容証明
- 貯金、為替、振替、振込、国際送金、国債
- 生命保険、バイク自賠責保険
- ゆうちょ銀行ATM
- 真岡市内の一部地域（旧・芳賀郡二宮町域：〒321-45xx区域）の集配業務

## 風景印
- 図案は重要文化財『高田山専修寺』・『桜町陣屋跡』・町（旧・芳賀郡二宮町）の花『苺の花』
- 使用開始日は1987年（昭和62年）9月1日

## 周辺
- 真岡市立久下田中学校
- 真岡市立久下田小学校
- 栃木県道44号栃木二宮線
- 栃木県道310号下野二宮線

## アクセス
- 真岡鐵道真岡線 久下田駅から西へ約700m（徒歩約11分）
- 北関東自動車道 真岡ICから南へ約9km、桜川筑西ICから西へ約12km
- 国道294号沿い
- 駐車場あり：15台